# Présidence de Nicolás Maduro
 (janvier 2021).
69e président du Venezuela
Présidence d'Hugo Chávez

## Histoire
Six mois après son élection, Maduro excerce son mandat de président par décret du 19 novembre 2013 au 19 novembre 2014, du 15 mars au 31 décembre 2015 et du 15 janvier 2016 à ce jour. 

### 2013

#### Succession d'Hugo Chávez
À la mort d'Hugo Chávez, survenue le 5 mars 2013, il devient président du Venezuela par intérim et déploie l'armée pour « garantir la paix ». C'est dans ce contexte que Nicolás Maduro expulse deux fonctionnaires de l'ambassade des États-Unis accusés de nourrir une « déstabilisation » du pays. Le 7 mars, il annonce que le corps d'Hugo Chávez sera embaumé, « comme Lénine », projet finalement abandonné quelques jours plus tard. Le 8 mars 2013, il prête serment comme président de la République par intérim. L'opposition considère qu'il s'agit d'une violation de la Constitution, celle-ci prévoyant que le président de l'Assemblée nationale, Diosdado Cabello, devienne président par intérim en cas de décès du chef de l'État. L'opposition critique également son éventuelle candidature à la présidence, constitutionnellement incompatible avec la fonction de vice-président du Venezuela. Cependant, la Cour suprême valide cette prise de fonction.

#### Élection présidentielle et premier mandat
Le 14 avril 2013, Maduro remporte l'élection présidentielle de justesse avec 50,61% des voix face à Henrique Capriles. 
Le 2 juillet, en déplacement en Russie, Maduro déclare à des journalistes que son pays n’a pas encore reçu de demande d’asile concernant Edward Snowden, mais a salué l’action du lanceur d’alerte. « Il n'a tué personne et n'a pas posé de bombe », déclare-t-il, cité par l’agence Interfax. « Ce qu'il a fait, c'est dire une grande vérité afin d'empêcher des guerres. Il mérite une protection ».
En octobre 2013, Maduro demande une loi habilitante lui permettant de réglementer par décret afin de lutter contre la corruption, et pour combattre aussi ce qu'il appelle une guerre économique. Le 19 novembre 2013, l'Assemblée nationale accorde à Maduro le pouvoir de statuer par décret jusqu'au 19 novembre 2014.

### 2014
Le 4 février 2014 commencent des manifestations dans tout le pays sous sa présidence.

### 2015
Le 10 mars 2015, Maduro demande à se prononcer par décret pour la deuxième fois après la sanction par les États-Unis de sept fonctionnaires vénézuéliens, demandant que la loi habilitante soit utilisée pour "confronter" ce que Maduro appelle « l'agression du pays le plus puissant du monde ». Quelques jours plus tard, le 15 mars 2015, l'Assemblée nationale accorde à Maduro le pouvoir de gouverner par décret jusqu'au 31 décembre 2015.

### 2016
Le 15 janvier 2016, Maduro déclare une urgence économique et publié un décret libellé de manière vague qui lui accorde des pouvoirs extraordinaires pendant 60 jours ou jusqu'au 15 mars 2016,. Quelques jours après le 18 mars 2016, la date d'expiration des pouvoirs du décret, la Cour suprême accorde à Maduro le pouvoir de statuer par décret pendant 60 jours supplémentaires ou jusqu'au 17 mai 2016.
Quelques jours avant la fin de son deuxième règne de 60 jours par décret, Maduro déclare le 11 mai 2016 qu'il continuerait à gouverner par décret jusqu'à la fin de l'année 2017. 

### 2018: deuxième mandat
Le 20 mai 2018, Maduro est réélu président avec 67,8 % des voix. Une partie des partis d'opposition étant interdite de candidature, appelle au boycott, tout en dénonçant les conditions d'organisation du scrutin.

### 2019
Le 10 janvier débute une crise présidentielle rendant incertain le tenant de sa présidence. Celle-ci oppose Nicolás Maduro à Juan Guaidó, soutenu par le Parlement et qui considère illégitime la réélection de Maduro. Guaidó s'autoproclame président par intérim le 24 janvier 2019 et obtient la reconnaissance de plusieurs pays dont les États-Unis et la majorité des pays du Groupe de Lima. Maduro est lui reconnu notamment par la Chine et la Russie. Le 5 août, le président américain Donald Trump ordonne le gel total des avoirs du gouvernement vénézuélien aux États-Unis. Le lendemain, Maduro réagit en qualifiant la décision américaine de « terrorisme économique ». Le 15 septembre, selon son principal opposant Guaidó, ce dernier affirme que le gouvernement Maduro a quitté la table des négociations.